# جيف أندرسون (سياسي)
جيف أندرسون (بالإنجليزية: Jeff Anderson)‏ هو مسير أعمال وسياسي أمريكي، ولد في 2 مارس 1977 في إلي في الولايات المتحدة. حزبياً، نشط في حزب العمال المزارعين الديمقراطيين في مينيسوتا والحزب الديمقراطي.